# WorkPad

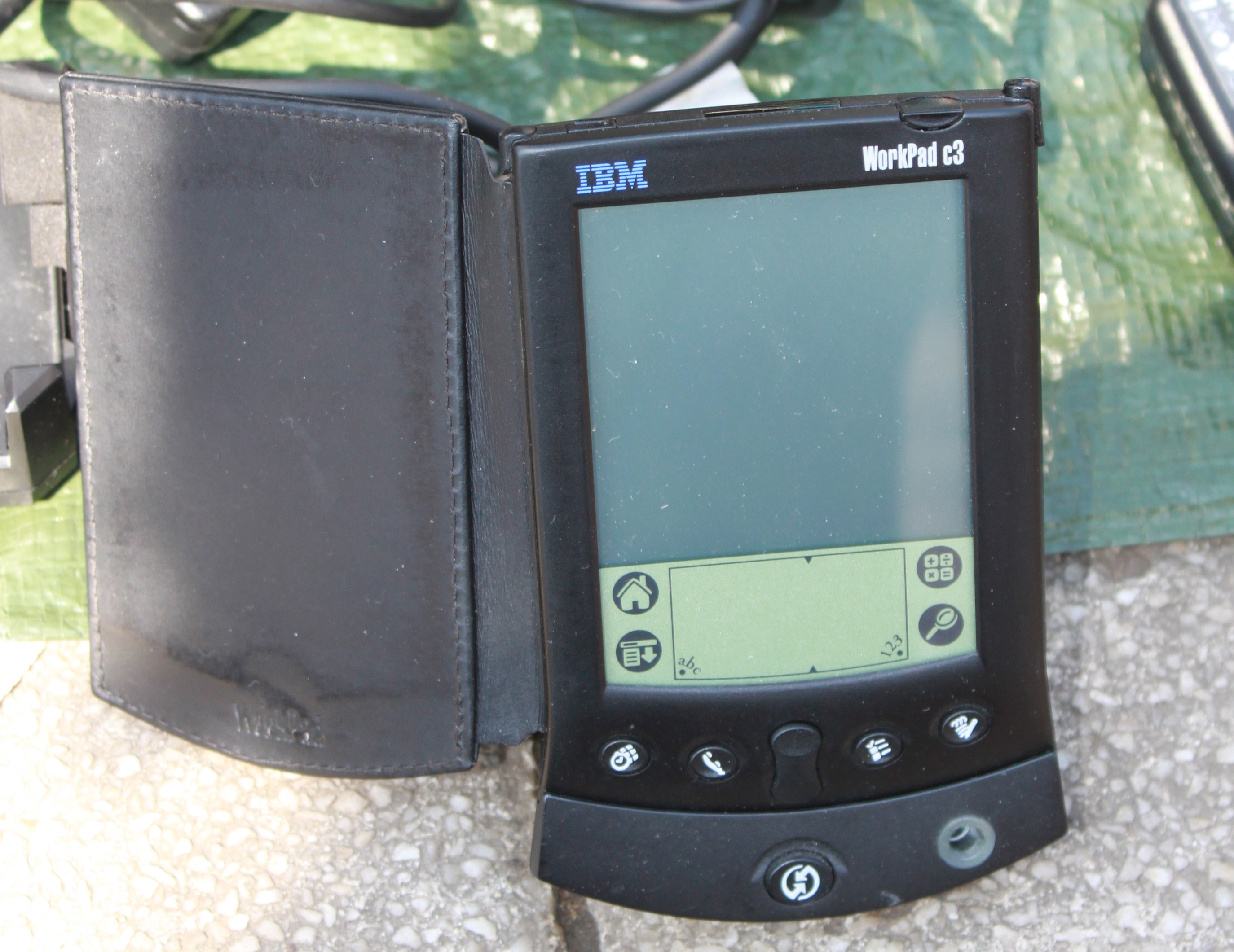
IBM Workpad c3

IBM WorkPad（アイ・ビー・エム ワークパッド）は、IBMから発売されたPDAのシリーズ名である。PalmのシリーズとWindows CEの機種があった。

## 概要
WorkPad (8602-10U)
WorkPad初号機。1997年9月米国発売、日本では未発表。PalmPilot ProfessionalのOEMモデル。
WorkPad (8602-20X)
1998年4月米国発売、日本では未発表。PalmⅢのOEMモデル。
WorkPad (8602-30J)
1999年2月23日発売開始。Palm Ⅲxの日本語化OEMモデル。Palm OS 3.1J搭載、本体メモリー4MB。
WorkPad c3 (8602-40J)
1999年5月21日発売開始。Palm VのOEM日本語化モデル。Palm OS 3.1J搭載、本体メモリー4MB。
WorkPad c3 (8602-50J)
2000年4月28日発売開始。Palm Vxの日本語化OEMモデル。Palm OS 3.5J搭載、本体メモリー8MB。
WorkPad (8602-31J)
2000年7月21日（法人向け）・2000年11月22日（個人向け）に発売開始。上記30JにPHSモジュールを内蔵したモデル。
WorkPad c500 (8602-60U)
2001年5月米国発売、日本では未発表。Palm m500のOEMモデル。
WorkPad c505 (8602-70J)
2001年6月15日発売開始。Palm m505の日本語化OEMモデル。Palm OS 4.0J搭載、本体メモリー8MB。
WorkPad z50
Windows CEを搭載したハンドヘルドPC。1999年4月米国発売、日本では未発表。